# Grenade aux Jeux olympiques d'été de 2020
Grenade participe aux Jeux olympiques de 2020 à Tokyo au Japon. Il s'agit de sa 10e participation à des Jeux d'été.
Parmi les entraîneurs-accompagnateurs se trouve les entraîneurs de James Harvey Glance, Paul Phillip, Joshua Priester et Thomas Fitzsimon. Valence Nathaly Sihera est l'entraîneur de natation. 

## Médaillés
| Sport      | Discipline     | Athlète(s)   | Performance | Date   |
| ---------- | -------------- | ------------ | ----------- | ------ |
| Athlétisme | 400 m masculin | Kirani James | 44 s 19     | 5 août |

## Athlètes engagés
| Sport      | Hommes | Femmes | Total |
| ---------- | ------ | ------ | ----- |
| Athlétisme | 3      | 1      | 4     |
| Natation   | 1      | 1      | 2     |
| Total      | 4      | 2      | 6     |

## Résultats

### Athlétisme
Plusieurs athlètes ont atteint les minima qualificatifs dont Kirani James, médaillé d'argent à Rio en 2016. À noter les premiers Jeux olympiques pour Anderson Peters, champion du monde en 2019 à Doha.
| Athlète       | Épreuve        | Séries  | Séries  | Demi-finales | Demi-finales | Finale   | Finale                              |
| Athlète       | Épreuve        | Temps   | Rang    | Temps        | Rang         | Temps    | Rang                                |
| ------------- | -------------- | ------- | ------- | ------------ | ------------ | -------- | ----------------------------------- |
| Kirani James  | 400 m masculin | 45 s 9  | 2e      | 43 s 88      | 1er          | 44 s 19  | Médaille de bronze, Jeux olympiques |
| Meleni Rodney | 400 m féminin  | Abandon | Abandon | Éliminée     | Éliminée     | Éliminée | Éliminée                            |

| Athlète         | Épreuve                    | Qualification | Qualification | Finale      | Finale  |
| Athlète         | Épreuve                    | Performance   | Rang          | Performance | Rang    |
| --------------- | -------------------------- | ------------- | ------------- | ----------- | ------- |
| Anderson Peters | Lancer du javelot masculin | 80,42 m       | 15e           | Éliminé     | Éliminé |

| Athlète       | Épreuve  | 100 m   | SL     | LP      | SH     | 400 m   | 110 H   | LD      | SP     | LJ      | 1 500 m       | Total | Rang |
| ------------- | -------- | ------- | ------ | ------- | ------ | ------- | ------- | ------- | ------ | ------- | ------------- | ----- | ---- |
| Lindon Victor | Résultat | 10 s 67 | 7,24 m | 15,39 m | 2,02 m | 49 s 21 | 14 s 83 | 49,75 m | 4,90 m | 71,56 m | 4 min 54 s 32 | 8 414 | 7e   |
| Lindon Victor | Points   | 935     | 871    | 814     | 822    | 851     | 870     | 865     | 880    | 913     | 593           | 8 414 | 7e   |

### Natation
Le comité national bénéficie de deux invitations pour concourir.
| Athlète       | Épreuve                   | Séries        | Séries | Demi-finales | Demi-finales | Finale   | Finale   |
| Athlète       | Épreuve                   | Temps         | Rang   | Temps        | Rang         | Temps    | Rang     |
| ------------- | ------------------------- | ------------- | ------ | ------------ | ------------ | -------- | -------- |
| Delron Felix  | 100 m nage libre masculin | 52 s 99       | 58e    | Éliminé      | Éliminé      | Éliminé  | Éliminé  |
| Kimberly Ince | 100 m dos féminin         | 1 min 10 s 24 | 41e    | Éliminée     | Éliminée     | Éliminée | Éliminée |